# Aloaceae
Aloéacées, Aloacées
Famille
Classification APG III (2009)
Les Aloaceae (en français Aloéacées ou Aloacées) sont une famille de plantes à fleurs ne comprenant qu'un seul genre : Aloe.
C'est la famille des aloès dont certaines espèces, telles  Aloe vera et Aloe succotrina, présentent de nombreuses utilisations médicinales traditionnelles. 
Dans la classification phylogénétique APG II (2003) cette famille n'existe pas et ces plantes sont incluses dans les Asphodelaceae.
Dans la classification phylogénétique APG III (2009) cette famille n'existe pas et ces plantes sont incluses dans les Xanthorrhoeaceae.
Dans la classification phylogénétique APG IV (2016) les Asphodelaceae se substituent aux Xanthorrhoeaceae.